# Episodi di GSG9 - Squadra d'assalto (seconda stagione)
La seconda stagione del telefilm GSG9 - Squadra d'assalto è andata in onda in Germania dal 14 febbraio al 29 maggio 2008 sul canale Sat 1.
In Italia è stata trasmessa dal 30 agosto 2009 al 2011.
| nº | Titolo originale     | Titolo italiano         | Prima TV Germania | Prima TV Italia   |
| -- | -------------------- | ----------------------- | ----------------- | ----------------- |
| 1  | Erstschlag           | Attacco nucleare        | 14 febbraio 2008  | 30 agosto 2009    |
| 2  | Ratten               | La talpa                | 21 febbraio 2008  | 6 settembre 2009  |
| 3  | Todesspiel           | Pericolo in rete        | 28 febbraio 2008  | 13 settembre 2009 |
| 4  | Endstation           | Capolinea               | 6 marzo 2008      | 20 settembre 2009 |
| 5  | Alptraum             | Traumi di guerra        | 13 marzo 2008     | 3 ottobre 2009    |
| 6  | Hochspannung (1 & 2) | Alta tensione           | 20 marzo 2008     | 2011              |
| 7  | Hochspannung (1 & 2) | Alta tensione           | 27 marzo 2008     | 2011              |
| 8  | Bruderkampf          | Fratelli in Guerra      | 17 aprile 2008    | 2011              |
| 9  | Todeszelle           | L'attentato             | 8 maggio 2008     | 2011              |
| 10 | Blutzoll             | Il Testamento           | 15 maggio 2008    | 2011              |
| 11 | Das Testament        | Nel braccio della morte | 22 maggio 2008    | 2011              |
| 12 | Helden               | Eroi                    | 29 maggio 2008    | 2011              |